# Arena Carioca

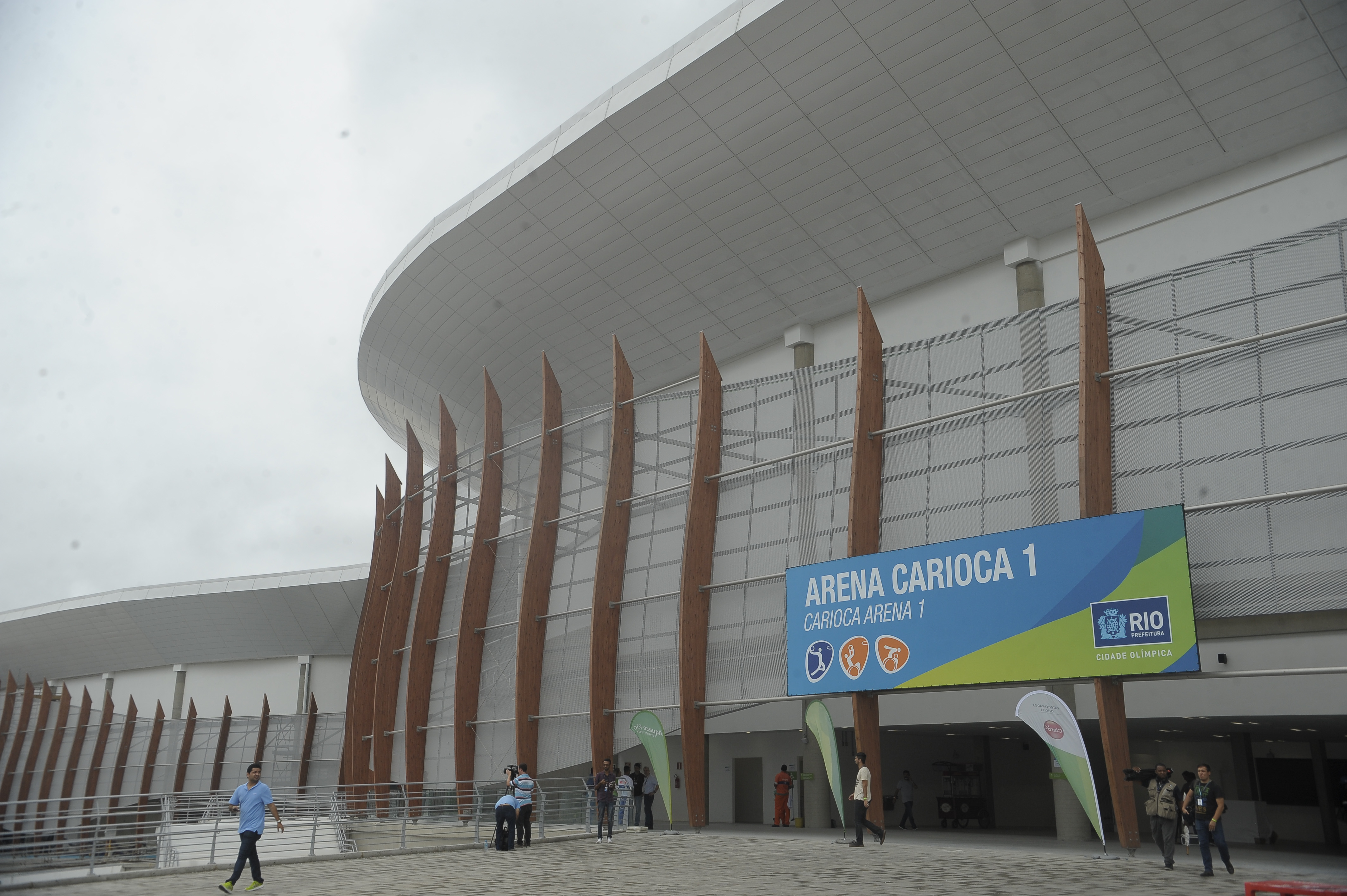
Buitenzicht op de Arena Carioca

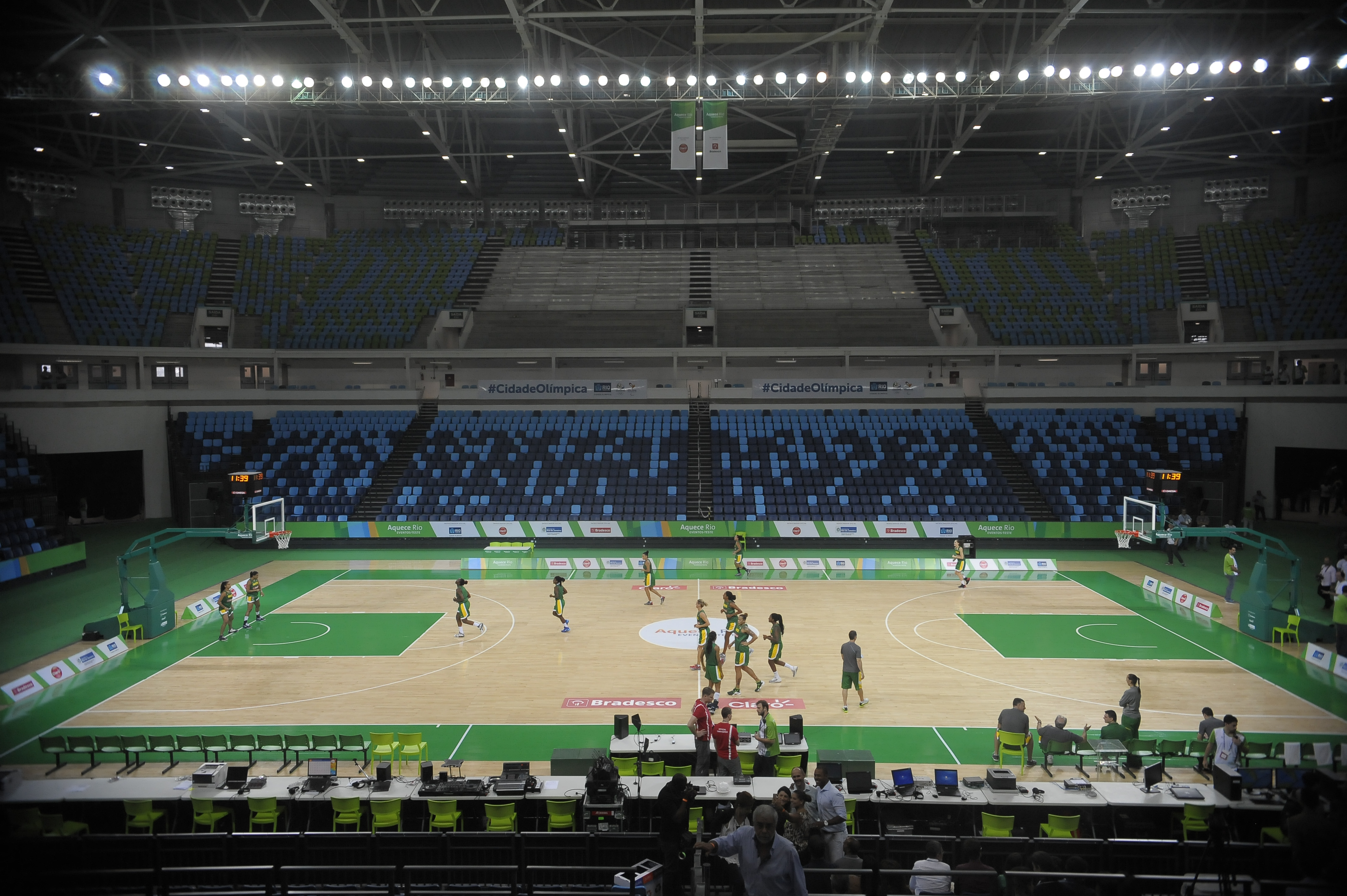
De Arena Carioca 1

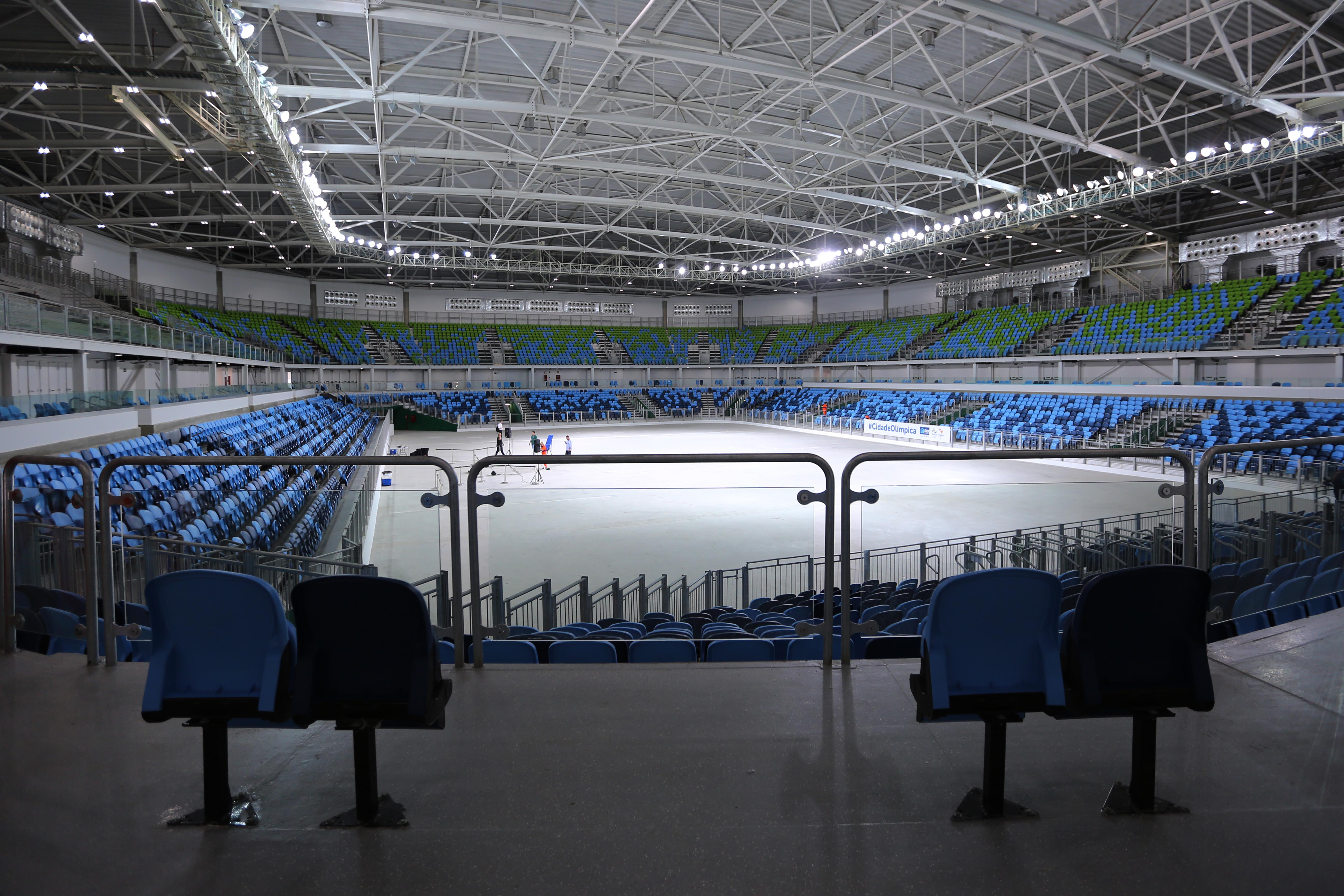
De Arena Carioca 2

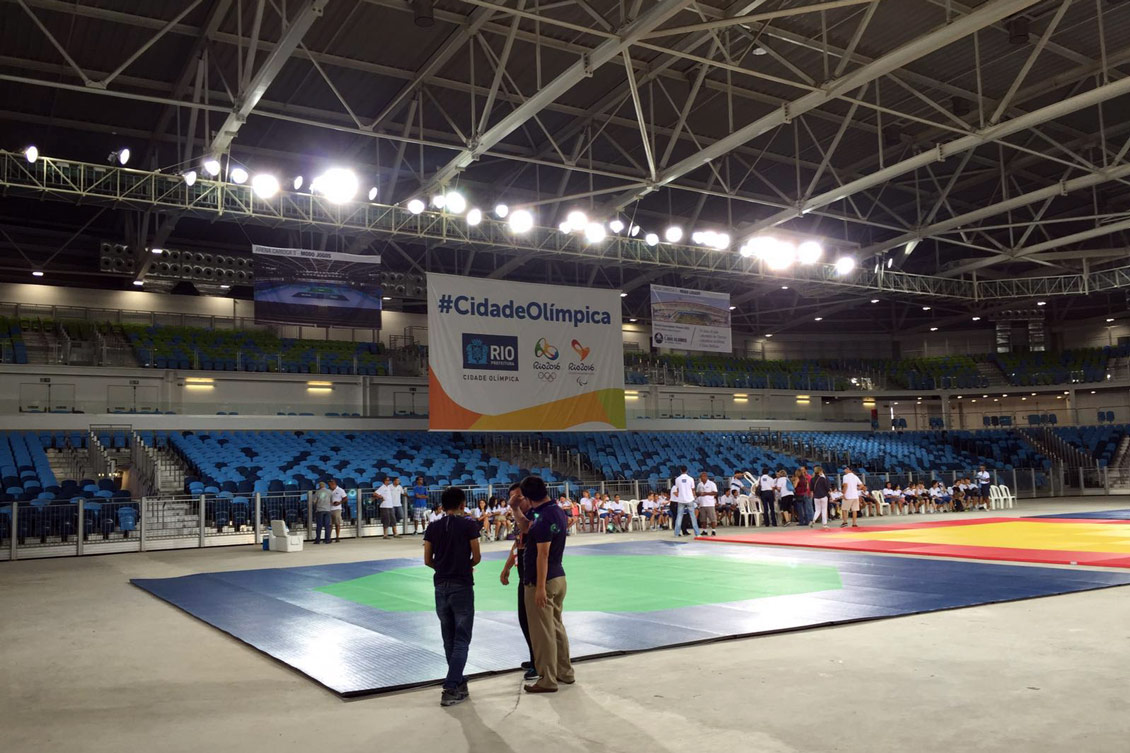
De Arena Carioca 3

De Arena Carioca zijn drie multisporthallen in het Olympisch park bij de wijk Barra da Tijuca van Rio de Janeiro met capaciteiten tussen 10.000 en 16.000 toeschouwers.
Bij de Olympische Spelen van 2016 en de Paralympische Zomerspelen 2016 wordt het complex de locatie voor Basketbal (Carioca 1), Judo, Worstelen (beide Carioca 2), Schermen en Taekwondo (beide Carioca 3) en Rolstoelbasketbal, Quad Rugby (beide in Carioca 1), Boccia (Carioca 2) en Judo op de Paralympische Zomerspelen (Carioca 3).
Na de spelen worden Arena Carioca 1 en 2 onderdeel van een Olympic Training Center op de site van het Olympisch park, historisch de locatie van het circuit van Jacarepagua. Arena Carioca 3 wordt de locatie van een sporthogeschool.